# Jan Maurits Quinkhard
Jan Maurits Quinkhard (Rees (Duitsland), 28 januari 1688 - Amsterdam, 11 november 1772), ook geschreven als Quinckhard of Quinkhardt, was een Nederlandse kunstschilder, tekenaar en kunsthandelaar van Duitse oorsprong.
Hij was vooral bekend als portretschilder, hoewel hij ook miniaturen, interieurs, historiestukken en regentenstukken schilderde. Van 1730 tot 1760 was hij de bekendste portretschilder van Amsterdam. Hij was een van de eerste portrettisten die landelijke bekendheid genoot. Zijn portretten vielen vooral op door de handgebaren die hij zijn geportretteerde personen gaf. Hij portretteerde onder meer een reeks hoogleraren van Nederlandse universiteiten. Van een aantal van zijn geschilderde portretten werd een ets gemaakt door de graveurs Jacob Houbraken, Pieter Tanjé en Reinier Vinkeles.
Werk van Quinkhard is onder meer te vinden in de collectie van het Rijksmuseum in Amsterdam, het Amsterdam Museum, het Frans Hals Museum in Haarlem, het Museum Rotterdam, het Noordbrabants Museum in 's-Hertogenbosch en het Stedelijk Museum Alkmaar. Het Centraal Museum in Utrecht heeft een tekening van Quinkhard in bezit die zijn zoon Julius op 17-jarige leeftijd afbeeldt.

## Levensloop
Quinkhard was afkomstig uit een geslacht van Duitse portretschilders. Hij werd geboren in Rees nabij Kleef, net over de Duits-Nederlandse grens, als zoon van de schilder Julius Quinkhard. Hij werd opgeleid voor de wetenschap maar koos in 1705 alsnog voor de kunst, en was vervolgens tot zijn 22e in de leer bij zijn vader.
Rond 1710 vertrok hij naar Amsterdam, waar hij in de leer was bij vervolgens Arnold Boonen, Krzysztof Lubieniecki en Nicolaas Verkolje. Op 21 oktober 1723 werd hij ingeschreven als burger van de stad. In de archieven werd hij destijds genoemd als Jan Mouritse Quinchart van Reis. Hij was een van de oprichters van de Amsterdamse Stadstekenacademie. Tot zijn dood in 1772 was hij in Amsterdam actief als kunstenaar en kunsthandelaar. Hij verbleef ook een tijd in Utrecht.
Schilders Jurriaen Andriessen, Jan de Beijer, Tibout Regters, Izaäk Schmidt, Adriaan Schregardus en Jan Gerard Waldorp waren bij Quinkhard in de leer. Ook zijn zoon Julius Henricus Quinkhard was in de leer bij hem.

## Afbeeldingen

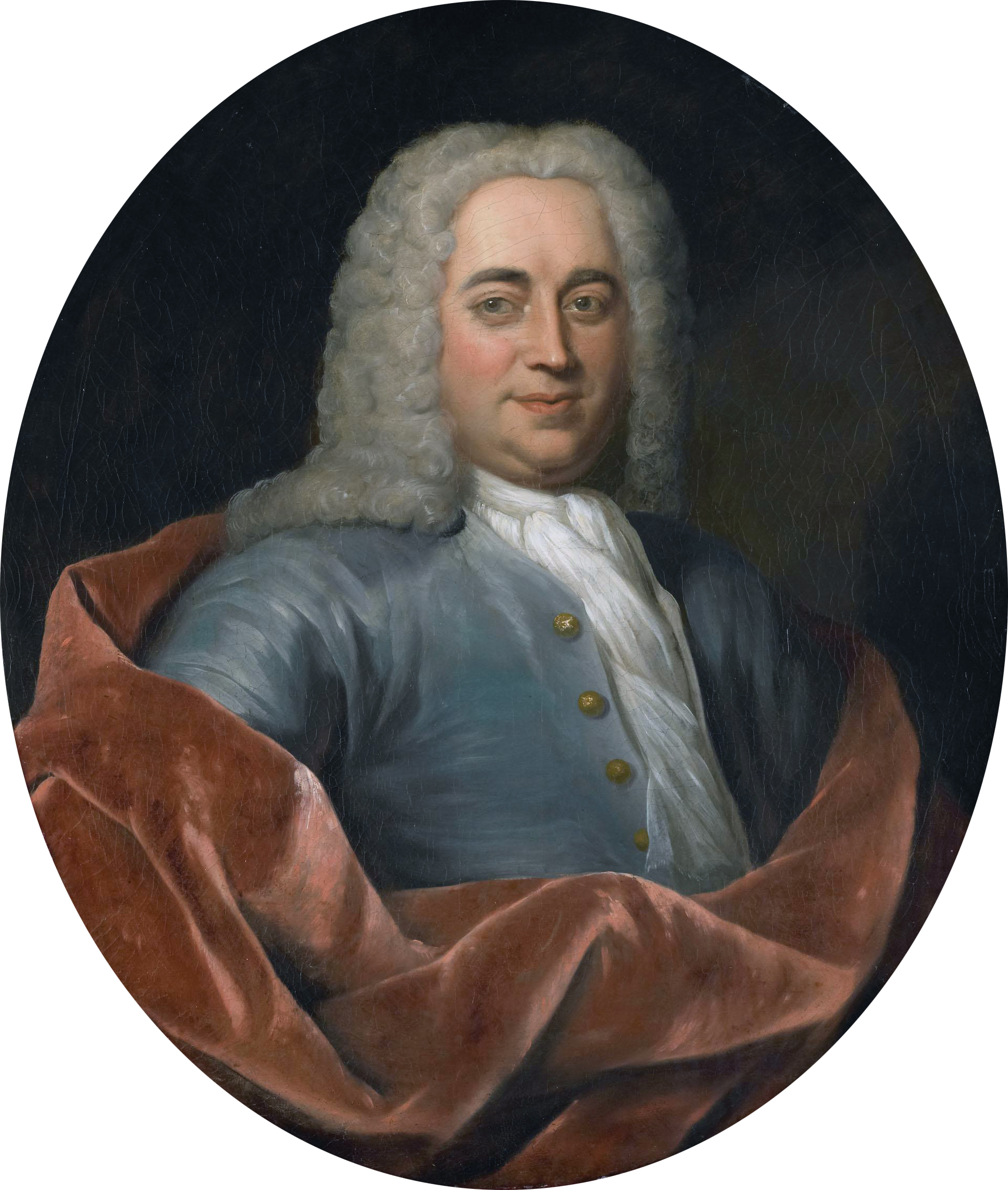
Walter Senserff, 1731-1750
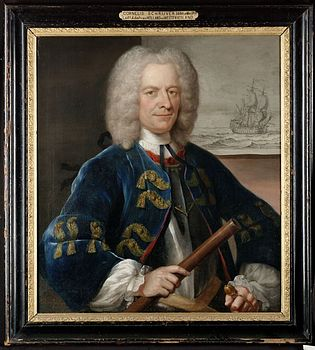
Cornelis Schrijver, 1736
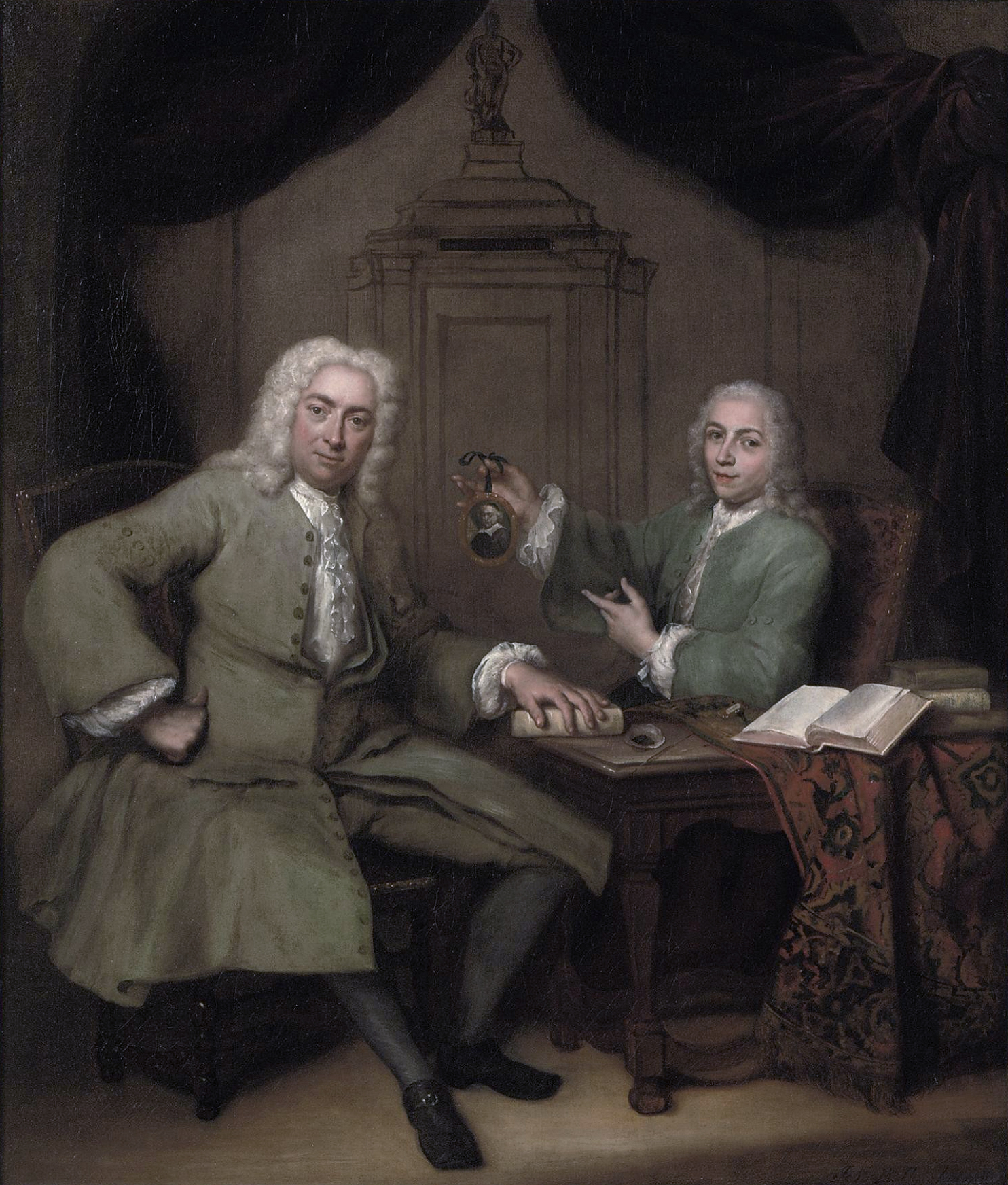
Michiel de Roode en Jan Punt met een miniatuurportret van Joost van den Vondel, 1738
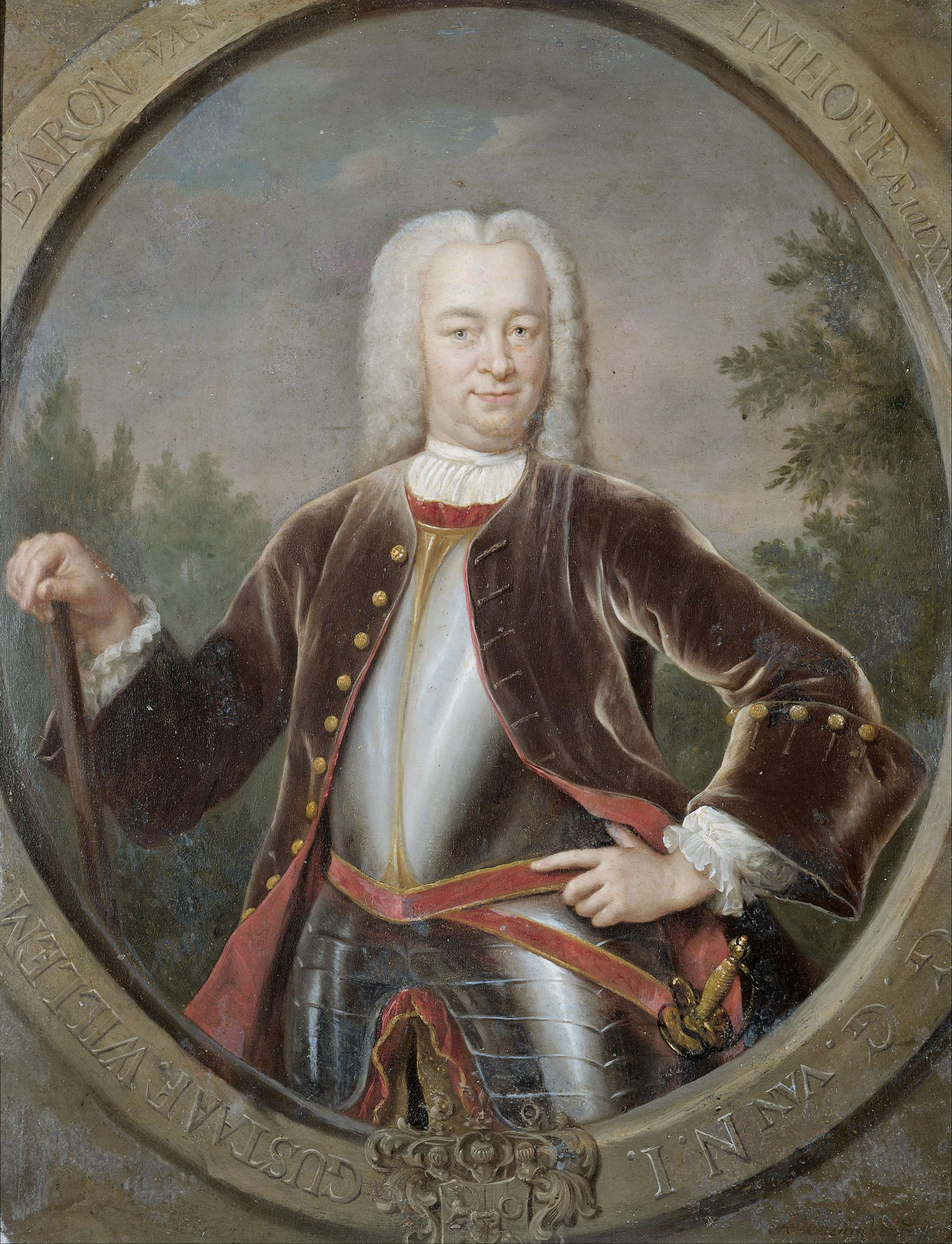
Gustaaf Willem van Imhoff, 1742
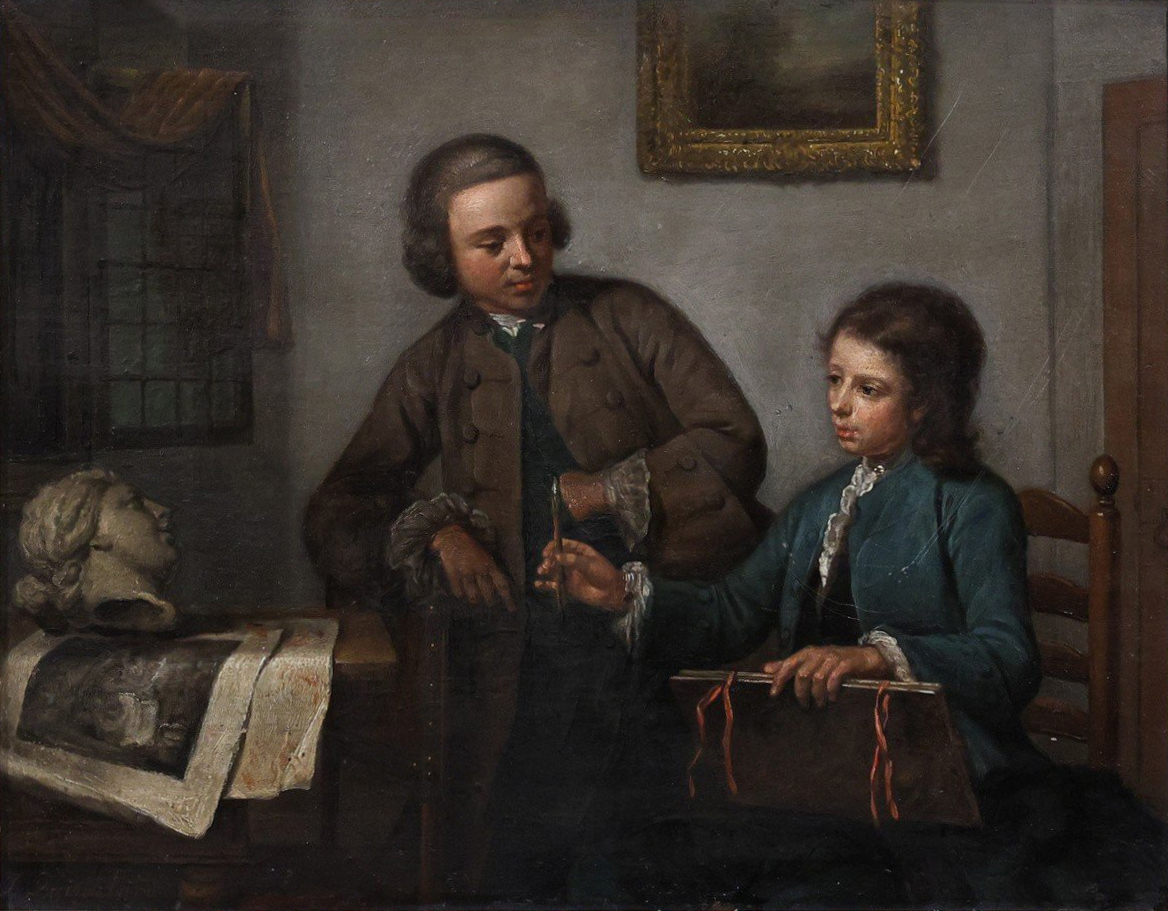
Tekenles, 1762
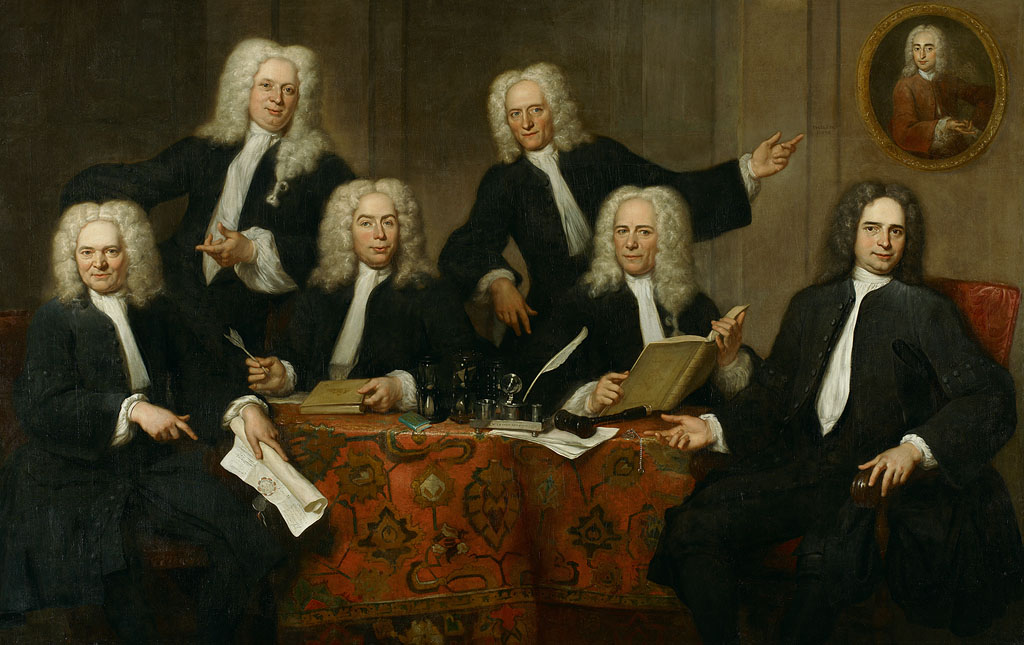
De overlieden van het Amsterdamse Chirurgijnsgilde, 1732

- Bibliothèque nationale de France: cb14966191c (data)
- Biografisch Portaal: 01539607
- Digitale Bibliotheek voor de Nederlandse Letteren: quin008
- Stuttgart Database of Scientific Illustrators 1450–1950: 873
- Gemeinsame Normdatei: 124455336
- International Standard Name Identifier: 0000 0000 6663 949X
- Library of Congress Control Number: no2015128963
- Nationale Bibliotheek van Tsjechië: ola2012729118
- Nederlandse Thesaurus van Auteursnamen: 136226124
- RKD-Nederlands Instituut voor Kunstgeschiedenis: 65264
- Istituto Centrale per il Catalogo Unico: BVEV135780
- Système universitaire de documentation: 074476173
- Union List of Artist Names: 500000622
- Virtual International Authority File: 71665239
- WorldCat: E39PBJfMpv7m3GgkdVVmpB6R8C